# Joseph Pérez
Joseph Pérez (Laroque-d'Olmes, 14 de enero de 1931-Burdeos, 8 de octubre de 2020) fue un historiador e hispanista francés.

## Biografía
Hijo de emigrantes españoles de la localidad valenciana de Bocairente (de la que fue nombrado Hijo Adoptivo en 2007) en 1955 fue nombrado profesor de español por la Escuela Superior de Saint Cloud. Entre 1989 y 1996 dirigió la Casa de Velázquez en Madrid. Se doctoró en Historia en 1970 con una tesis sobre La Revolución de las Comunidades de Castilla (1520-1521), traducida al español en 1977. Fue el fundador del centro hispanista La Maison des Pays Ibériques. Catedrático de civilización española e hispanoamericana y presidente honorario de la Universidad de Burdeos III; miembro del Directorio del Centre National de la Recherche Scientifique (CNRS). Fue también miembro correspondiente de la Real Academia de la Historia y doctor honoris  causa de la Universidad de Valladolid, además cuento entre otros honores, con la gran cruz de la Orden de Alfonso X el Sabio, fue comendador de la Orden de Isabel la Católica y también oficial de la Legión de Honor.
Ha escrito numerosos artículos, en especial en Bulletin Hispanique; hizo una edición de El caballero de Olmedo de Lope de Vega y se especializó en la formación y nacimiento del Estado español moderno y en los de las naciones hispanoamericanas. Entre sus libros destacan La emancipación de Hispanoamérica; Isabel y Fernando, los Reyes Católicos, La España de Felipe II y Carlos V.

## Ideas
Joseph Pérez cuestiona la noción de decadencia que se asocia a la España de los siglos XVII y XVIII. Para él, esta leyenda negra es una imagen distorsionada debido a las opiniones mantenidas por los países protestantes del norte de Europa.

## Obras
- La révolution des "Comunidades" de Castille (1520-1521) Bordeaux: Institut d'Etudes Ibériques et Ibero-Américaines de l'Université, 1970, traducido como La revolución de las Comunidades de Castilla (1520-1521), Madrid: Siglo XXI de España, 1977
- Los movimientos precursores de la emancipación en Hispanoamérica, Madrid: Alhambra, Madrid: Alhambra, 1977.[5]
- La España del siglo XVI,  Madrid: Anaya, 1998
- Histoire de l'Espagne, Paris: Fayard, 1997, traducida como Historia de España, Barcelona: Crítica, 1999.
- Isabel y Fernando, los Reyes Católicos, Fuenterrabía: Nerea, 2001
- Historia de una tragedia: la expulsión de los judíos de España, Barcelona: Crítica, 1993[6][7][8][9]
- El humanismo de Fray Luis de León, Madrid: Consejo Superior de Investigaciones Científicas, 1994.
- Lope de Vega, El caballero de Olmedo; edición, introducción y notas de Joseph Pérez. Madrid: Castalia, 1970
- Charles Quint: empereur des deux mondes, colección «Découvertes Gallimard» (n.º 197), París: Gallimard, 1994, traducido al español como Carlos V, soberano de dos mundos, colección «Biblioteca de bolsillo CLAVES» (n.º 12), Barcelona: Ediciones B, 1999.
- L'Espagne de Philippe II Paris: Le grand livre du mois, 1999; traducido al español como La España de Felipe II, Barcelona: Crítica, 2000.[10]
- L'Espagne des Rois Catholiques Paris: Bordas, 1971
- L'Espagne du XVIe siècle Paris: Armand Colin, 1973
- Isabelle et Ferdinand, Rois Catholiques d'Espagne Paris: Fayard, 1988, traducido como Isabel y Fernando, los Reyes Católicos (Madrid: Nerea, 1997.  ISBN 84-89569-12-6)
- Crónica de la Inquisición en España, Barcelona: Martínez Roca, 2002
- Isabelle la Catholique: un modèle de chrétienté? Paris: Payot & Rivages , 2004[11] (Isabel la Católica : ¿un modelo de cristiandad? ALMED 2007 ISBN 978-84-935857-0-9)
- Los judíos en España, Madrid: Marcial Pons, 2005 ISBN 84-96467-03-1
- La Inquisición española: crónica negra del Santo Oficio, Madrid: Martínez Roca , 2005  ISBN 84-270-3174-2[12][13]
- De l'humanisme aux Lumières: études sur l'Espagne et l'Amérique, Madrid: Casa de Velázquez, 2000.[14]
- Historia de España (3ª edición). Editorial Crítica. 2006. ISBN 9788484320913.
- Mitos y tópicos de la historia de España y América. Algaba Ediciones. 2006. ISBN 9788496107694.
- Teresa de Ávila y la España de su tiempo. Madrid: Algaba Ediciones. 2007. ISBN 9788496107809.
- Joseph Pérez, Armando Alberola Romá, ed. (1993). España y América entre la Ilustración y el liberalismo. Casa de Velázquez. ISBN 9788477840756.
- Joseph Pérez, ed. (1998). España y América en una perspectiva humanista. Casa de Velázquez. ISBN 9788486839802.
- Pérez, Joseph (2009). Breve historia de la Inquisición en España. Grupo Planeta (GBS). ISBN 9788498920116.
- Pérez, Joseph (2014). Cisneros, el cardenal de España (Españoles eminentes). Penguin Random House Grupo Editorial España. ISBN 9788430609581.[15]

## Distinciones
- 25 de enero de 2007, el pleno del Ayuntamiento de Bocairente, por unanimidad de sus miembros, acordó concederle el título de Hijo Adoptivo de Bocairente, lugar de nacimiento de sus padres y sus tres hermanos. El acto institucional se celebró el 30 de marzo de 2007 en el salón de Plenos de esta localidad.[1][16]
- 2014: Premio Príncipe de Asturias de Ciencias Sociales[17]
- 2014: Doctor honoris causa por la Universidad de Alcalá[18]
- 2017: Premio Ciudad de Alcalá de las artes y las letras[19]